# Gustav Körte
Gustav Körte, född 8 februari 1852 i Berlin, död 15 augusti 1917 i Göttingen, var en tysk arkeolog, brorsons son till Wilhelm Körte, bror till Alfred och Friedrich Körte.
Körte blev efter studieresor i Italien och Grekland 1881 extra ordinarie och 1883 ordinarie professor i Rostock, varifrån han, som 1905 blivit förste sekreterare vid tyska arkeologiska institutet i Rom, 1907 som arkeologie professor flyttade till Göttingen som Diltheys efterträdare. 
Utom en mängd uppsatser i facktidskrifter offentliggjorde Körte Die antiken Skulpturen aus Böotien (1879), I rilievi delle urne etrusche, II (1890-96), Etruskische Spiegel V (tillsammans med Klügmann, 1884-97), Archäologische Studien (med Furtwängler och Milchhöfer, 1893) och Gordion (med Alfred Körte, 1904), vilket skildrar hans och hans brors utgrävningar i denna stad.